# Рафіково (Хайбуллінський район)
Рафі́ково (рос. Рафиково, башк. Рафиҡ) — присілок у складі Хайбуллінського району Башкортостану, Росія. Входить до складу Уфімської сільської ради.
Населення — 180 осіб (2010; 170 в 2002).
Національний склад:
- башкири — 100%